# Lang griendhaantje
Het lang griendhaantje (Phratora vulgatissima), ook wel blauw wilgenhaantje, is een keversoort uit de familie bladkevers (Chrysomelidae). De wetenschappelijke naam van de soort werd als Chrysomela vulgatissima in 1758 gepubliceerd door Carl Linnaeus.